# Essex County (Virginia)
Essex County ist ein County im Bundesstaat Virginia der Vereinigten Staaten von Amerika. Bei der Volkszählung im Jahr 2020 hatte das County 10.599 Einwohner und eine Bevölkerungsdichte von 15,9 Einwohner pro Quadratkilometer. Der Verwaltungssitz (County Seat) ist Tappahannock.

## Geographie
Essex County liegt fast im äußersten Nordosten von Virginia, ist etwa 25 km von Maryland entfernt und hat eine Fläche von 740 Quadratkilometern, wovon 73 Quadratkilometer Wasserfläche sind. Es grenzt im Uhrzeigersinn an folgende Countys: Westmoreland County, Richmond County, Middlesex County, King and Queen County, Caroline County und King George County.

## Geschichte
Gebildet wurde es 1692 aus dem (alten) Rappahannock County. Benannt wurde es nach dem gleichnamigen County in England oder nach dem Herzog von Essex.

## Demografische Daten

Alterspyramide des Essex County

Nach den Angaben des United States Census 2000 lebten im Essex County 9989 Menschen in 3995 Haushalten und 2740 Familien. Die Bevölkerungsdichte betrug 15 Einwohner pro Quadratkilometer. Ethnisch betrachtet setzte sich die Bevölkerung zusammen aus 57,96 Prozent Weißen, 39,04 Prozent Afroamerikanern, 0,55 Prozent amerikanischen Ureinwohnern, 0,81 Prozent Asiaten, 0,03 Prozent Bewohnern aus dem pazifischen Inselraum und 0,32 Prozent aus anderen ethnischen Gruppen; 1,28 Prozent stammten von zwei oder mehr Ethnien ab. 0,72 Prozent der Bevölkerung waren spanischer oder lateinamerikanischer Abstammung.
Von den 3995 Haushalten hatten 28,0 Prozent Kinder und Jugendliche unter 18 Jahre, die bei ihnen lebten. 50,7 Prozent waren verheiratete, zusammenlebende Paare, 14,0 Prozent waren allein erziehende Mütter, 31,4 Prozent waren keine Familien, 26,1 Prozent waren Singlehaushalte und in 11,3 Prozent lebten Menschen im Alter von 65 Jahren oder darüber. Die Durchschnittshaushaltsgröße betrug 2,46 und die durchschnittliche Familiengröße lag bei 2,95 Personen.
Auf das gesamte County bezogen setzte sich die Bevölkerung zusammen aus 22,9 Prozent Einwohnern unter 18 Jahren, 7,0 Prozent zwischen 18 und 24 Jahren, 27,0 Prozent zwischen 25 und 44 Jahren, 25,7 Prozent zwischen 45 und 64 Jahren und 17,3 Prozent waren 65 Jahre alt oder darüber. Das Durchschnittsalter betrug 40 Jahre. Auf 100 weibliche Personen kamen 89,9 männliche Personen. Auf 100 Frauen im Alter von 18 Jahren oder darüber kamen statistisch 88,2 Männer.

Das jährliche Durchschnittseinkommen eines Haushalts betrug 37.395 USD, das Durchschnittseinkommen der Familien betrug 43.588 USD. Männer hatten ein Durchschnittseinkommen von 29.736 USD, Frauen 22.253 USD. Das Prokopfeinkommen betrug 17.994 USD. 7,7 Prozent der Familien und 11,2 Prozent der Bevölkerung lebten unterhalb der Armutsgrenze. Davon waren 16,8 Prozent Kinder oder Jugendliche unter 18 Jahre und 11,8 Prozent waren Menschen über 65 Jahre.